# رودولف بيرس
رودولف بيرس (بالإنجليزية: Rudolph Pearce)‏ (18 ديسمبر 1945 بكينغستون في جامايكا - ) هو لاعب كرة قدم جامايكي في مركز الدفاع. شارك مع منتخب جامايكا لكرة القدم. أما مع النوادي، فقد لعب مع نيويورك كوسموس وأتلانتا تشيفز.

## مسيرته الكروية
لعب رودولف بيرس خلال مسيرته الاحترافية مع ناديين في موسمين ولم يسجل خلالها أي هدف ضمن 29 مباراة. ولم يفز بأي موسم بالكأس أو بالدوري.
خاض رودولف بيرس مسيرته مع نادي أتلانتا تشيفز ما بين عامي 1967 و1968 لمدة موسم واحد، مشاركًا في 11 مباراة ولم يسجل أي هدف. ثم انتقل إلى New York Cosmos (2010) ‏ ما بين عامي 1971 و1972 لمدة موسم واحد، حيث شارك في 18 مباراة ولم يسجل أي هدف أيضًا.

## وصلات خارجية
- رودولف بيرس على موقع الاتحاد الدولي (مؤرشف)  (الإنجليزية)
- رودولف بيرس على موقع ناشيونال فوتبول تيمز (الإنجليزية)